# Julius von Vallet des Barres
Friedrich Hermann Julius des Barres, seit 1893 von Vallet des Barres (* 5. August 1820 in Mainz; † 17. Dezember 1897 in Wiesbaden) war ein preußischer General der Infanterie.

## Leben

### Herkunft
Julius war ein Sohn des preußischen Hauptmanns Adolf des Barres (1788–1828) und dessen Ehefrau Wilhelmine, geborene Luedemann (1790–1835). Der preußische Generalmajor Adolf des Barres war sein älterer Bruder.

### Militärkarriere
Barres besuchte das Gymnasium in seiner Heimatstadt sowie die Kadettenhäuser in Potsdam und Berlin. Am 15. August 1838 wurde er als Sekondeleutnant dem 35. Infanterie-Regiment (3. Reserve-Regiment) der Preußischen Armee in Mainz überwiesen. Ab Ende Mai 1841 war er in der Garnison für ein Jahr zur Reserve-Pionier-Kompanie kommandiert. Von Mitte Mai 1844 bis Mitte Oktober 1846 folgte seine Kommandierung als Erzieher zum Kadettenhaus Bensberg und anschließend als Lehrer für Mathematik zum Kadettenhaus Kulm. Dort stieg Barres im Dezember 1850 zum Premierleutnant auf und wurde am 10. Februar 1851 unter Stellung à la suite seines Regiments als Abteilungsvorsteher wieder zum Kadettenhaus nach Bensberg kommandiert. Mit seiner Ernennung zum Chef der 10. Kompanie kehrte er am 7. Dezember 1854 als Hauptmann in den Truppendienst zurück. In dieser Eigenschaft nahm er 1864 während des Krieges gegen Dänemark am Gefecht von Missunde teil und erhielt dafür den Roten Adlerorden IV. Klasse mit Schwertern. Unter Beförderung zum Major wurde Barres am 5. April 1864 in das 5. Brandenburgische Infanterie-Regiment Nr. 24 versetzt, mit dem er wenige Tage später die Düppeler Schanzen erstürmte.
Nach dem Krieg wurde Barres am 24. Dezember 1864 zum Kommandeur des Kadettenhauses Bensberg ernannt. Während der Mobilmachung anlässlich des Deutschen Krieges war er 1866 Kommandeur des IV. Bataillons im 4. Garde-Grenadier-Regiment „Königin“, das zum II. Reserve-Korps unter dem Großherzog von Mecklenburg gehörte. Nach dem Friedensschluss kommandierte man Barres Ende November 1866 zunächst zur Dienstleistung beim Kadettenkorps und ernannte ihn am 20. Juli 1867 zum Kommandeur des Berliner Kadettenhauses. In dieser Eigenschaft war er ab Anfang August auch Mitglied der Studienkommission für das Kadettenkorps und avancierte im März 1868 zum Oberstleutnant. Barres erhielt am 13. November 1869 den Rang und die Kompetenzen eines Regimentskommandeurs und stieg Ende Juli 1870 zum Oberst auf. Am 7. April 1874 wurde er mit der Uniform des Kadettenkorps zu den Offizieren von der Armee versetzt und zum Direktor der Obermilitär-Examinationskommission ernannt. Zugleich war er ab Mitte April 1874 auch Mitglied der Studienkommission dür die Kriegsschulen. Als Generalmajor trat Barres am 27. September 1877 die Nachfolge von Hermann von Holleben als Präses der Obermilitär-Examinationskommission an. Von seinem Verhältnis als Mitglied der Studienkommission für die Kriegsschulen wurde er am 11. Dezember 1877 entbunden und Mitte November 1880 zum Generalleutnant befördert. In Würdigung seiner Verdienste erhielt Barres anlässlich des Ordensfestes im Januar 1885 den Kronenorden I. Klasse sowie im Januar 1887 den Roten Adlerorden I. Klasse mit Eichenlaub und Schwertern am Ringe. Nach der am 23. April 1888 erfolgten Verleihung des Charakters als General der Infanterie zeichnete ihn Kaiser Wilhelm II. am 15. August 1888 zur Feier seines 50-jährigen Dienstjubiläums mit dem Großkomtur des Königlichen Hausordens von Hohenzollern aus. Mit der Anweisung seines Wohnsitzes in Wiesbaden wurde er am 20. April 1889 zu den Offizieren von der Armee überführt, am 21. August 1889 mit Pension zur Disposition und gleichzeitig à la suite des Kadettenkorps gestellt.
Die lebenden Mitglieder der Familie des Barres wurden durch Wilhelm II. am 6. November 1893 als „von Vallet des Barres“ in den erblichen preußischen Adelsstand erhoben. Darunter befand sich auch der Sohn seines 1873 verstorbenen Bruders, der spätere preußische General der Infanterie Karl von Vallet des Barres (1855–1919).

### Familie
Barres hatte sich am 2. Dezember 1846 in München mit Auguste Strüpf (1823–1892) verheiratet, eine Tochter des Glasfabrikanten aus Schleichach bei Bamberg Ludwig Aloys Strüpf (1763–1821) und der Agnes Nau. Aus der Ehe gingen drei Söhne hervor:
- Adolf (1847–1882), preußischer Hauptmann und Kompanieführer der Unteroffizierschule Potsdam
- Karl (1851–1900), preußischer Oberstleutnant und Vorsteher der Geheimen Kriegskanzlei im Kriegsministerium
- Hermann (* 1854), preußischer Oberstleutnant ⚭ 1884 Toni Grüttner (* 1863)